# 龙华双塔
龙华双塔，位于中国福建省仙游县龙华镇灯塔村。2001年1月20日公布为第五批福建省文物保护单位。2013年3月5日公布为第七批全国重点文物保护单位。